# Majoria absoluta (serie de televisión)
Majoria absoluta (en español: Mayoría absoluta) fue una serie de televisión catalana ideada y dirigida por Joaquim Oristrell, emitida originalmente en TV3 entre 2002 y 2004. Los personajes principales fueron interpretados por Emma Vilarasau y Jordi Bosch, en una producción que duró cuatro temporadas. La primera temporada consiguió un 26,3 % de cuota de pantalla y una media de 648.000 espectadores por episodio.

## Argumento
Eduard (Jordi Bosch) es un director de orquesta internacional y padre de siete hijos mientras Judith (Emma Vilarasau) trabaja en una agencia inmobiliara. Eduard decide ir a vivir a Barcelona, comprar una casa allí y reunir a los siete hijos que tienen dispersos por diferentes países del mundo para empezar una familia estable. Sin embargo, cuando conoce a Judith, la agente inmobiliaria que le venderá la casa, se enamoran.

## Reparto
| Actor                 | Papel                                                        |
| --------------------- | ------------------------------------------------------------ |
| Emma Vilarasau        | Judith, agente de una agencia inmobiliaria                   |
| Jordi Bosch           | Eduard, director de orquesta neurótico y narcisista          |
| Ferran Rañé           | Felip, ayudante de cámara y hombre de confianza de Eduard    |
| Carmen Balagué        | Marta, amiga de Judith y asistenta                           |
| Marina Gatell         | Carme, la hija errática                                      |
| Pol Mainat            | Amadeu, el hijo mayor, abogado                               |
| Alba Sanmartí         | Aida, la hija intelectualmente superdotada                   |
| Xavier Pla y Marc Pla | Joan y Sebastià, los gemelos                                 |
| Bartolomé Santana     | Jairo, fingido hijo secreto de Eduard                        |
| Mario Fernández       | Kòstia, niño ruso de origen cubano que adoptan Marta y Felip |
| Nil García            | Octavi, hijo de Judith y Eduard                              |

- Datos: Q23498923